# Indorouchera
Indorouchera é um género de plantas com flores pertencentes à família Linaceae.
A sua distribuição nativa vai do Camboja ao Vietname e ao Bornéu.
Espécies:
- Indorouchera contestiana (Pierre) Hallier f.